# 第一代凱德爾斯頓的寇松侯爵喬治·寇松

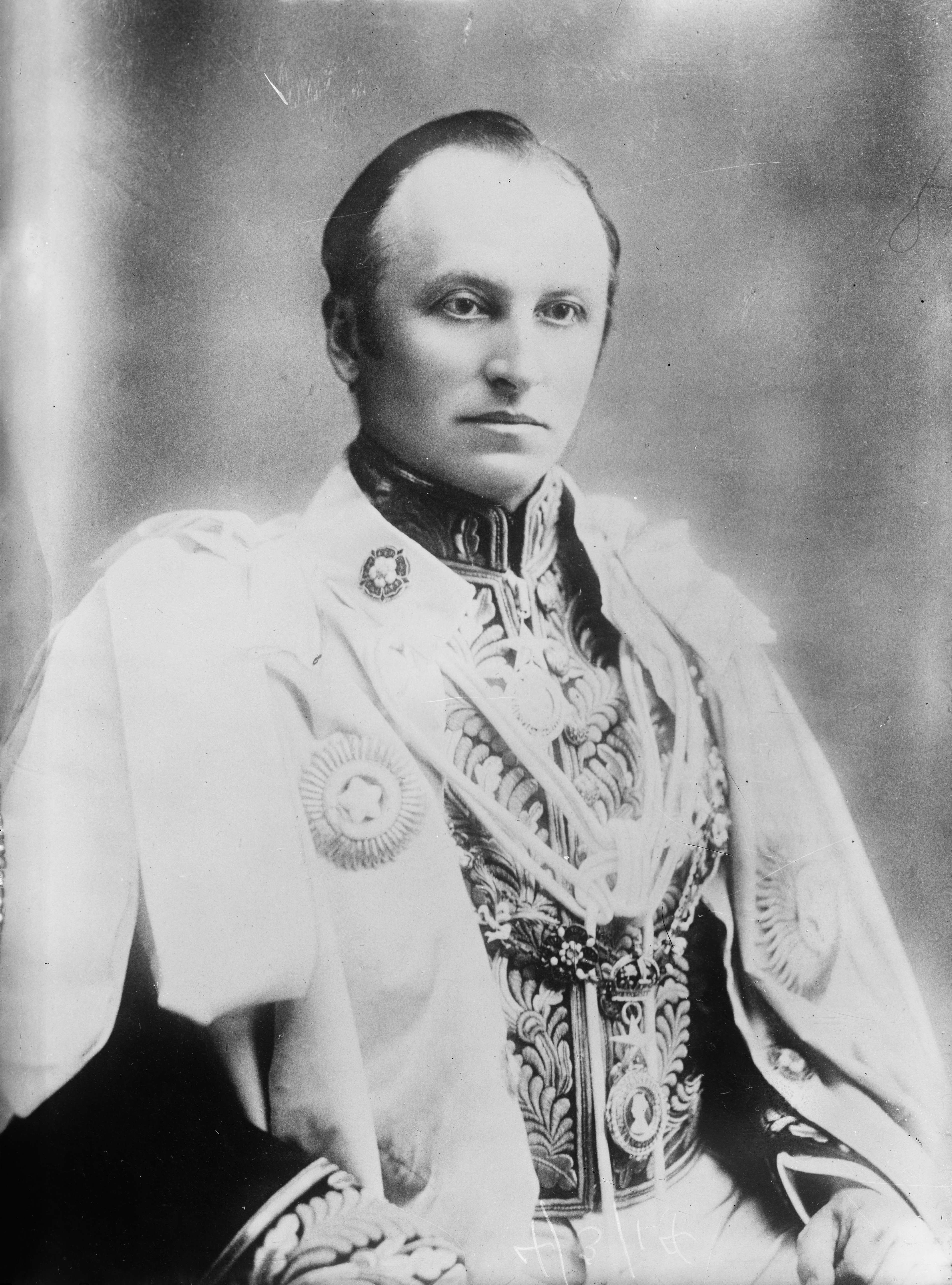

第一代凱德爾斯頓的寇松侯爵喬治·納撒尼爾·寇松，KG，GCSI，GCIE，PC（英語：George Nathaniel Curzon, 1st Marquess Curzon of Kedleston，1859年1月11日—1925年3月20日），英國保守黨政治家，1898年—1905年曾任印度總督，晚年自1919年至1924年任外相，曾在决定英国的政策方面起主要作用。平生世襲貴族頭銜達七個之多。

## 生平
寇松是第四代斯卡斯代尔男爵的长子，在伊顿公学求学时，性格刚强，学习刻苦，曾获多项奖赏。15岁曾坠马，4年后引发背痛，从此折磨终生，常使他在生活和国事最关键时刻喜怒无常，但也磨砺了他的意志。1880年当选为牛津学生会主席。1883年成为万灵学院的研究员。他善于交际，擅长逢迎，巴结上贵族院保守派领袖索尔兹伯里勋爵，充当他的私人助手。未几，索尔兹伯里勋爵将寇松介绍给兰开夏绍斯波特的托利党人，1886年在该地选入议会，在索尔兹伯里勋爵批准下，他以议员身份周游世界，使他对亚洲有强烈的兴趣。他把此次以及随后几次旅行见闻，写成3本书：《中亚的俄罗斯》（1889年）、《波斯和波斯问题》（1892年）和《远东问题》（1894年）。1891年11月他接受索尔兹伯里的邀请，担任托利党政府的印度政务次官。1895年4月在美国华盛顿与芝加哥百万富翁的女儿结婚，使他骤然致富，蜜月后返回英国，立即担任副国务大臣兼枢密顾问，从此在政治上飞黄腾达。1898年任印度总督，同年9月受封为凯德尔斯顿男爵。他是历史上最年轻的印度总督。1899年1月3日寇松抵达就任后，即建立调查委员会，整饬教育、警察和文官制度，减低税收，惩办欺压印度土著的英国人，并派出一个使团去西藏，簽訂《拉薩條約》，成功地挫败俄国人在那里的野心；他巡视印度各邦后，下令修复泰姬陵，珍视印度艺术和文化遗产。在任5年后，他的政绩博得英国政府的好评，得以连任。可是寇松在第2任总督期内遇到麻烦，跟担任印度军队总司令的喀土穆勋爵基钦纳意见不和，发生尖锐的冲突。寇松向国内提出要求，支持他的立场，并以去留相要挟，不料英王爱德华七世很快批准他辞职。寇松回到伦敦，甚至得不到一般卸任总督例有的伯爵称号。他在政界失意后，担任牛津大学校长等一些职务。1911年乔治五世加冕，寇松进位伯爵，1915年夏他加入阿斯奎斯的联合内阁。当劳合·乔治在当年12月组阁时，他成为贵族院的领袖，参加指导第一次世界大战各项政策的核心内阁。在战后的劳合·乔治内阁中，他担任外相，可是首相在对外事务上独断独行，经常破坏他的外交决策。到1922年托利党得势，他的外相之职才有充分权利。他出色的工作，直到1923年。他煞费苦心的处理战后欧洲和近东的各种困难问题。当托利党首相安德魯·博納·勞病危去职时，寇松满怀接任首相的信心，不料事与愿违，首相职位落在斯坦利·鲍德温的手中，他继续任外相直到1924年鲍德温改委張伯倫接任外相。1921年受封侯爵。